# Battaglia di Gavere
La battaglia di Gavere venne combattuta presso Semmerzake nella Contea delle Fiandre (attuale Belgio) il 23 luglio 1453 tra l'esercito comandato dal duca Filippo il Buono di Borgogna e la città ribelle di Gand. L'esercito del duca uscì vittorioso causando, fra i cittadini di Gand, circa 15 000 vittime. La battaglia pose fine alla Rivolta di Gand.

## Storia
Gand era la più popolosa, ricca e potente città dei Paesi Bassi borgognoni. La battaglia fu la conseguenza di una dura opposizione di Gand contro le alte tasse imposte dal governo borgognone. Quando la città dichiarò apertamente la propria ribellione, il duca assemblò un esercito di circa 30 000 uomini provenienti dalle terre vicine e lo portò a Gavere. Quando la notizia raggiunse Gand, molti cittadini immediatamente si portarono sul campo di battaglia, formando un esercito di consistenza simile a quella del duca.
All'inizio della battaglia Gand perse gran parte della propria artiglieria a causa di una esplosione e la battaglia certo non andò meglio. Gand perse metà del proprio esercito e una parte considerevole della popolazione della città. Si temeva che il duca avrebbe completamente distrutto la città, ma quando gli venne chiesto di mostrare pietà per essa, si disse in seguito che questi avrebbe risposto: "Se io distruggo questa città, chi me ne ricostruirà una tale?".
La battaglia piegò la potenza di Gand solo temporaneamente, dal momento che nel 1539 vi fu una nuova rivolta per l'alta tassazione imposta da Carlo V del Sacro Romano Impero, nota come Rivolta di Gand del 1539.